# خالد (اسم)
خالد اسم علم أصله عربي مذكر، جاء بصيغة اسم الفاعل من خَلَدَ الذي يعني دام. وهو صفة مشبهة لاسم الفاعل ومعناه الدائم، والباقي.
وخالد يعني أيضا بأنه من خُلق ليدوم ويخلد وهو الشخص الذي تأخر مشيبه. واسم خالد يعد من الأسماء التي إذا عرفت بأل التعريف أصبحت إسما من أسماء الله الحسنى. اسم خالد يعد من الأسماء شائعة الإنتشار في العالم الإسلامي، فالمسلمون يفضلون هذا الاسم لأنه اسم القائد المسلم والصحابي الجليل خالد بن الوليد.

## شخصيات تحمل الاسم
- خالد بن الوليد

- خالد بن عبد العزيز آل سعود

- خالد عبد الرحمن

- خالد الفيصل بن عبد العزيز آل سعود
- خالد مقداد
- خالد مشعل
- خالد البريكي
- خالد الشمري (حارس مرمى)